# ランボルギーニ・プレグンタ
ランボルギーニ・プレグンタ (Lamborghini Pregunta)はイタリアの自動車メーカーであるランボルギーニが1998年6月に発表したコンセプトカーである。
ベースはディアブロ (シャーシナンバーZA9DE07A0KLA12005)で、1台のみ製造された。プレグンタはスペイン語で「質問」を意味する。

## 概要
ランボルギーニは新しいスタイリングを求めて、様々なデザイナーやカロッツェリアにシャーシを提供した。各社がそのシャーシをベースに開発し、イタルデザインはカラ、ザガートはラプターとカント、ユーリエはプレグンタを発表した。デザインはマルチェロ・ガンディーニの後任としてベルトーネに入社したマルク・デシャンが担当した。
プレグンタは1998年のパリモーターショーで発表された。プレグンタのスタイリングはインテリアも含めて、他社に漏れることがないように最新の注意が払われた。これは「スーパーディアブロ」の可能性を秘めたプロジェクトだったからである。
エンジンはディアブロのV12エンジンが搭載され、0-100km/hが3.9秒、最高速度は333km/hを発揮する。軽量化のために前輪駆動が廃止され、ラジエーターがフロントに移設された。
プレグンタには航空技術とF1技術が取り入れられた。ラファール(戦闘機)に用いられたステルス外板塗装、ダイナミックエアインテーク、F1タイプのマレリ社製完全電子式計器類、シュロス製の4点式セーフティ・ハーネス、内蔵型光ファイバー照明(DGA)、ミラーに代わるリアビューカメラ、CDIクリスティンGPSシステム、戦闘機の形をしたモールド・イン・シートなどだ。
その後、親会社となったフォルクスワーゲングループの意向により、プレグンタを生産するプロジェクトは中止された。1999年3月のジュネーブモーターショーにて、ユーリエ社のブースでプレグンタが展示された。その後、ラファールを追走するなどの宣伝に使われた。2013年にはフランスのAutodrome社によって約2億円で販売された。

## 参照
1. ↑  https://octane.jp/articles/detail/7868
2. ↑  https://octane.jp/articles/detail/7871
3. ↑  https://www.supercars.net/blog/1999-heuliez-pregunta-concept/
4. ↑  https://octane.jp/articles/detail/7871
5. ↑  https://octane.jp/articles/detail/7871
6. ↑  http://www.gigamen.com/lamborghini-pregunta.html